# Ogataea chonburiensis
Ogataea chonburiensis är en svampart som beskrevs av Limtong, Srisuk, Yongman., Yurim. & Nakase 2008. Ogataea chonburiensis ingår i släktet Ogataea och familjen Pichiaceae.   Inga underarter finns listade i Catalogue of Life.